# Ballata
La ballata (en plural ballate) es una forma poética y musical italiana, que estuvo en uso desde finales del siglo XIII hasta finales del siglo XV.

## Historia
La ballata fue una de las formas de música profana más importantes durante el Trecento, el período a menudo conocido como el ars nova italiano. El término proviene del verbo ballare ("bailar") y en épocas anteriores era sinónimo de danza. La forma musical sin duda comenzó siendo música destinada al baile. Los primeros textos de ballata se conservan sin música desde la segunda mitad del siglo XIII en los llamados Bolognese Memoriali. Dante Alighieri en su tratado De vulgari eloquentia (1303-1305) afirma que, a diferencia de las canzone, las ballate requieren que el bailarín sea además cantante.
La forma originalmente constaba de un estribillo coral o ripresa y varias estrofas o stanze interpretadas por un solista. En el siglo XIII las ballate más antiguas estaban estrechamente vinculadas a la lauda como prueban los numerosos laude-contrafacta de los siglos XIV y XV. Durante el período del dolce stil nuovo en la lauda se completó el desarrollo de la ballata como forma lírica estilizada. Los textos suelen ser canciones de amor y también aforismos morales, en los que el estribillo coral cede el paso a una ripresa solista y las estrofas se reducen en extensión. No obstante, los tipos populares de ballata sobrevivieron durante mucho tiempo. Estos todavía se encuentran en Giovanni Boccaccio y Simone de' Prodenzani, y están muy extendidos en la poesía del Quattrocento.

## Características musicales
La forma musical de la ballata sigue el esquema AbbaA –A (ripresa), bb (2 piedi), A (volta), A (ripresa)–. La primera y la última "A" se llama ripresa, la "b" son las líneas denominadas piedi (pies), mientras que la cuarta línea "a" se llama «volta» (vuelta). Se pueden encontrar tipos de ballate más largos que siguen el patrón AbbaAbbaA, etc.
En comparación con las formes fixes de la música francesa, la ballata presenta más similitudes con el virelay que con la ballade aunque el nombre pueda sugerir lo contrario. A diferencia del virelay, las dos líneas "b" por lo general tienen exactamente la misma música y sólo en las ballate más tardías aparecen los finales: primero (abierto) y segundo (cerrado) de clara influencia francesa.
Las primeras ballate, tales como las que se encuentran en el Codex Rossi son monofónicas. Más adelante, se pueden encontrar ballate polifónicas escritas a dos o tres voces.

## Compositores y obras
Francesco Landini, perteneciente a la segunda mitad del siglo XIV, es el compositor más relevante de ballate. Otros compositores de esta forma son Andrea da Firenze, un contemporáneo de Landini, así como Bartolino de Padua, Johannes Ciconia y Zacara da Teramo. En el Decamerón (1353) de Boccaccio se cantan ballate al final de cada día, aunque sólo se conserva una versión musical de estos poemas, escrita por Lorenzo da Firenze. 
En el siglo XV tanto Arnold de Lantins como Guillaume Dufay escribieron ballate y fueron de los últimos en hacerlo.